# Relaciones Baréin-Israel
Las relaciones entre Baréin e Israel se refieren a las relaciones bilaterales entre el Reino de Baréin y el Estado de Israel. En los últimos años, las relaciones entre los dos países se habían descongelado, y ambos acordaron establecer relaciones diplomáticas en septiembre de 2020. El ministro de Relaciones Exteriores de Baréin, Khalid bin Ahmed Al Khalifa, ha sido citado diciendo que "Israel es parte de esta herencia de toda esta región, históricamente. Por lo tanto, el pueblo judío tiene un lugar entre nosotros". La amenaza común de Irán ha proporcionado un terreno común para un deshielo en lo que alguna vez fueron relaciones tensas. La política exterior del Reino de Baréin tradicionalmente apoya la creación de un estado palestino independiente.

## Historia
La primera visita de una delegación oficial israelí a Baréin fue a fines de septiembre de 1994, cuando Yossi Sarid, Ministerio de Protección del Medio Ambiente de Israel, participó en discusiones regionales sobre cuestiones ambientales y se reunió con el ministro de Relaciones Exteriores bareiní.
El Reino de Baréin abandonó su boicot a Israel en 2005, a cambio de un acuerdo de libre comercio con los Estados Unidos. En septiembre de 2017, el rey de Baréin, Hamad bin Isa Al Khalifa, denunció el boicot de la Liga Árabe a Israel y dijo que los ciudadanos del reino tenían derecho a visitar este país, a pesar de que ambas naciones no mantenían relaciones diplomáticas.
En octubre de 2007, el ministro de Relaciones Exteriores de Baréin, Khalid Alkhalifa, celebró una reunión con el Comité Judío Estadounidense en la que dijo que "los refugiados palestinos deberían regresar a Palestina". Ese mismo mes, durante la Asamblea General de la ONU, se reunió con la entonces ministra de Relaciones Exteriores israelí, Tzipi Livni, lo que provocó fuertes críticas del parlamento bareiní.

## Normalización de relaciones
Tras la viralización de un video de una ceremonia de conmemoración la festividad judía de Janucá organizada por Baréin en 2016, Hamad bin Isa Al Khalifah, el 18 de septiembre de 2017, en Los Ángeles, denunció el boicot de la Liga Árabe a Israel y comenzó un acercamiento con Israel las relaciones tras que el primer ministro de este país , Benjamin Netanyahu anunciara que tenía la intención de normalizar relaciones con el mundo árabe. De hecho, se le permite a los ciudadanos bareiníes visitar Israel siempre que sea necesario.
En mayo de 2018, Baréin reconoció el derecho de Israel a existir. Se especuló que esto se debió principalmente a las tensiones con Irán. Sin embargo, fue refutado por las autoridades de Manama, ya que el país sigue comprometido con la Iniciativa de Paz Árabe.
En junio de 2019, seis medios de comunicación israelíes recibieron invitaciones formales para cubrir el taller de paz económica israelí-palestino desarrollado en Baréin. En julio de 2019, Khalid bin Ahmed Al Khalifa, y su homólogo de Israel, Israel Katz, mantuvieron una reunión en Estados Unidos. En octubre del mismo año, un funcionario israelí, Dana Benvenisti-Gabay, asistió al "Grupo de trabajo sobre seguridad marítima y de la aviación" en Manama. En diciembre, Shlomo Amar, gran rabino de Jerusalén, visitó Baréin para un evento interreligioso.
El rey Hamad afirmó al secretario de Estado de los Estados Unidos, Mike Pompeo, que su país «está comprometido con la creación de un estado palestino» y rechazó el impulso de Washington D. C. para que los países árabes normalicen las relaciones con Israel. Sin embargo, el 11 de septiembre de 2020, se anunció que Baréin e Israel habían acordado establecer relaciones diplomáticas plenas. El acuerdo se firmó el 15 de septiembre de 2020 en la Casa Blanca. De esta manera, Baréin se convirtió en el cuarto país árabe y el segundo de la región del Golfo Pérsico en otorgar reconocimiento al Estado de Israel (los otros son Egipto en 1979, Jordania en 1994 y los Emiratos Árabes Unidos en 2020; la Autoridad Nacional Palestina en 1993 también reconoció a Israel).